# 네버 샤웃 네버
네버 샤웃 네버(영어: Never Shout Never)는 미국의 팝 록 밴드이다.